# Deportation
Deportation eller deportering (av lat. deporto "föra bort", "förvisa") innebär en tvångsvis företagen förvisning eller förflyttning av enskilda personer eller folkgrupper. I utlandet förstås deportation ofta som synonym med utvisning eller avvisning ur landet, men kan även (till exempel förr i Sovjetunionen) avse "inre förvisning" eller tvång att uppehålla sig i viss del av landet.
Exempel på kända deportationer är:
- Tvångsförflyttningar av befolkningsgrupper i Sovjetunionen, miljontals personer från olika delar av Sovjetunionen till främst Sibirien under tiden under och närmast efter andra världskriget.
- Tvångsförflyttningar av tiotusentals estniska, lettiska och litauiska medborgare till Sibirien under sovjetiska ockupationen 1940, samt 1949–1951
- Tysklands omfattande förflyttningar av judar till koncentrationsläger
- Armeniska folkmordet där armenier i det Osmanska riket tvingades från sina hem till koncentrationsläger i Syrien.
- Fördrivning av tysktalande efter segrarmakternas Potsdamkonferens 1945